# Stapelmoor
Stapelmoor is een dorp in Oost-Friesland aan de Eems in het Duitse deel van Reiderland. Op 31 december 2005 had Stapelmoor 1170 inwoners. Het dorp valt onder de stad Weener. Daaronder valt ook het dorp Stapelmoorerheide.

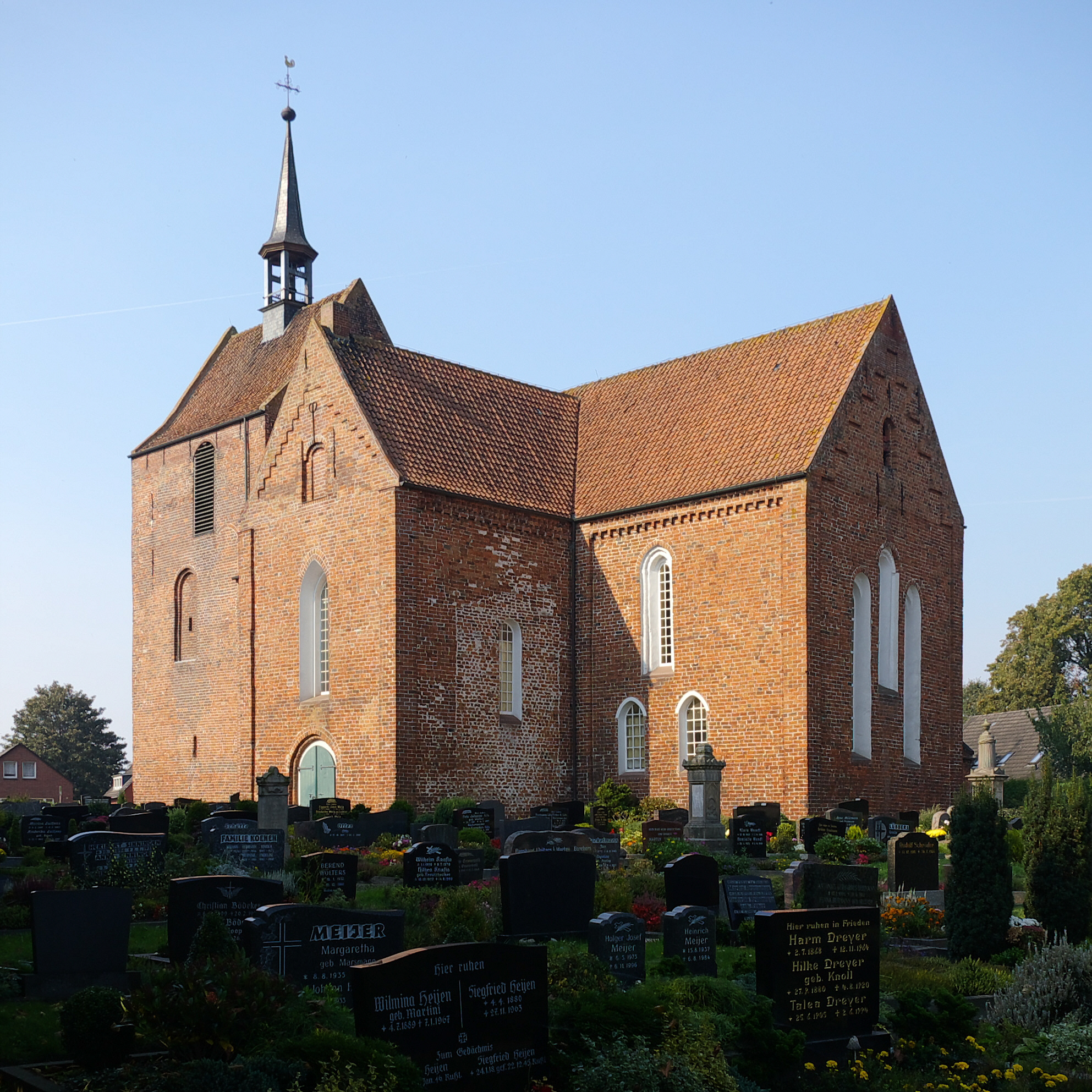
Kerk van Stapelmoor.

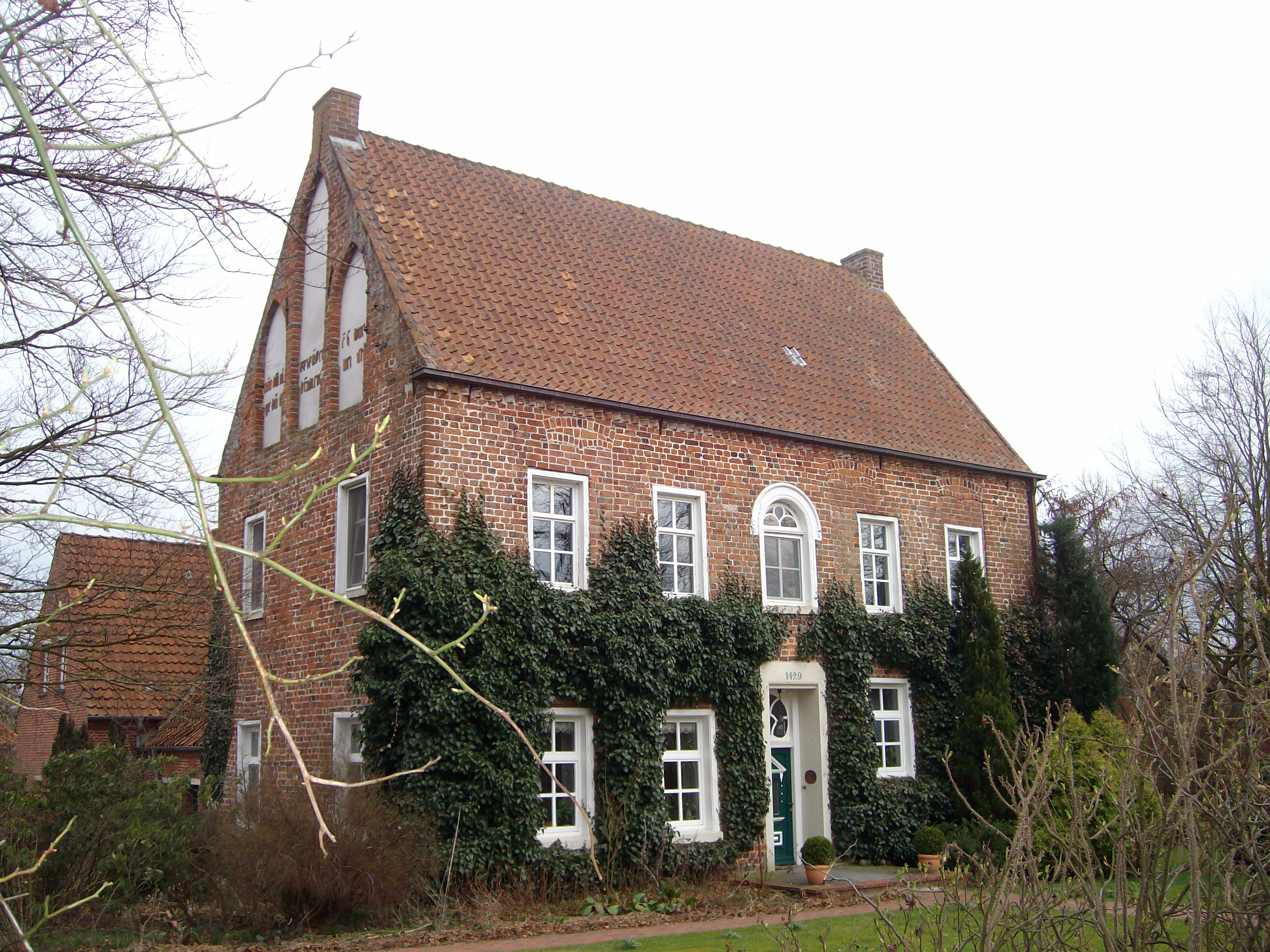
De pastorie uit 1429.

## Geschiedenis
Stapelmoor is een van de oudste nederzettingen van Oost-Friesland. Vóór de jaartelling werd de nederzetting al bewoond. In de negentiende eeuw werden tijdens opgravingen vondsten uit de Bronstijd blootgelegd. In 1424 werd het kerspel Stapelmoor voor het eerst in een schriftelijke bron genoemd. In de middeleeuwen maakte Stapelmoor deel uit van het landschap Reiderland en het bisdom Münster.
De plaats was tot de gemeentelijke herindeling van 1974 een zelfstandige gemeente. Tot de gemeente behoorden onder meer Stapelmoorerheide, Diele en enkele andere dorpen. In 1974 werd het toegevoegd aan de gemeente van de stad Weener.

## Bouwwerken
De Kruiskerk in Stapelmoor dateert uit de tweede helft van de 13e eeuw. De kerk heeft de plattegrond van een grieks kruis en heeft geen rechte hoeken. In het interieur zijn grote delen van de middeleeuwse schilderingen behouden gebleven.
In Stapelmoor staat een pastorie uit 1429. Dit is de oudste bewoonde pastorie in Duitsland. In de plaats hebben verschillende middeleeuwse steenhuizen gestaan.